# Waterschap Hoedekenskerke
Het waterschap Hoedekenskerke, beter bekend als watering van Hoedekenskerke, was een waterschap in Zeeland.
Dit waterschap is opgegaan in het waterschap de Brede Watering van Zuid-Beveland. Tussen 1679-1864 werd het aangeduid als calamiteuze waterschap en tussen 1863-1959 als vrijverklaarde waterschap. In 1777 werd een akte opgesteld waarbij de Staten van Zeeland aan de watering van Hoedekenskerke gedurende 1778-1787 onder bepaalde voorwaarden een subsidie van 1500 pond Vlaams per jaar werd verleend, benevens octrooi om gedurende die periode tot 9000 pond Vlaams geldleningen te sluiten. 